# Hippopotamyrus pappenheimi
Hippopotamyrus pappenheimi är en fiskart som först beskrevs av Boulenger, 1910.  Hippopotamyrus pappenheimi ingår i släktet Hippopotamyrus och familjen Mormyridae. IUCN kategoriserar arten globalt som livskraftig. Inga underarter finns listade i Catalogue of Life.